# Neitralny Turkmenistan
Neitralny Turkmenistan (russisch Нейтральный Туркменистан, „neutrales Turkmenistan“) ist eine russischsprachige Zeitung aus der turkmenischen Hauptstadt Aschgabat. Sie wird vom turkmenischen Staat herausgegeben, die monatliche Auflage beträgt etwa 23.000 Exemplare. Die Zeitung ist das offizielle Mitteilungsblatt der Regierung des Landes. Sie erscheint seit November 1924, von ihrer Gründung bis 1995 trug sie den Namen Turkmenskaja Iskra (Туркменская искра; dt. Turkmenischer Funken). Einige Jahre nach der Unabhängigkeit, 1995, wurde sie in Neitralny Turkmenistan umbenannt. Bereits zur sowjetischen Epoche war die Turkmenskaja Iskra die Parteizeitung des ZKs der Turkmenischen Sowjetrepublik. Seit 2012 liegt der Zeitung wöchentlich eine englischsprachige Beilage bei.